# Batak-Pony
Das Batak-Pony (auch Batak-Deli-Pony) ist eine indonesische Ponyrasse von der Insel Sumatra.
Hintergrundinformationen zur Pferdebewertung und -zucht finden sich unter: Exterieur, Interieur und Pferdezucht.

## Exterieur

### Allgemein
Das harmonisch und ansprechend gebaute Batak-Pony ist eine der edleren indonesischen Ponyrassen und zeigt einen deutlichen orientalischen Einschlag. Es ähnelt dem Manipur-Pony. 

### Körperbau
Der edle Kopf des Batak-Ponys hat ein leicht konvexes Profil. Der wohlgeformte Hals entspringt in einer schräg gelagerten Schulter. Das Batak-Pony weist außerdem eine tiefe Brust auf. Der ausgeprägte Widerrist geht in einen kurzen Rücken, der an eine leicht abfallende Kruppe anschließt, über. Rassevertreter besitzen zudem gut bemuskelte, trockene Beine mit harten Hufen. 

### Stockmaß
Seine Widerristhöhe beträgt etwa 122 bis 132 cm. 

### Farbgebung
Alle Fellfarben sind vertreten.

## Interieur
Das Batak-Pony ist freundlich und außerdem sehr genügsam und lernwillig, so dass es sehr gut als Kinderreitpony geeignet ist. Es zeigt sich sehr leistungsfähig. Seine Eleganz hat das Batak-Pony dem arabischen Einfluss zu verdanken.

## Zuchtgeschichte
In das auf der indonesischen Insel Sumatra gezüchtete Batak-Pony wurden zwecks einer Verbesserung der Rasse Vollblutaraber eingekreuzt.

## Zucht
Das Batak-Deli-Pony wird in Staatsgestüten auf der Insel Sumatra gezüchtet. Die besten Vertreter werden auf andere indonesische Inseln gebracht, um die dortigen Ponys zu verbessern.

## Herkunft des Namens
Seinen Namen hat das Batak-Pony von dem Kopfjägerstamm der Batak, welcher aus dem Hügelland der Insel kommt.